# Europeiska datakörkortet

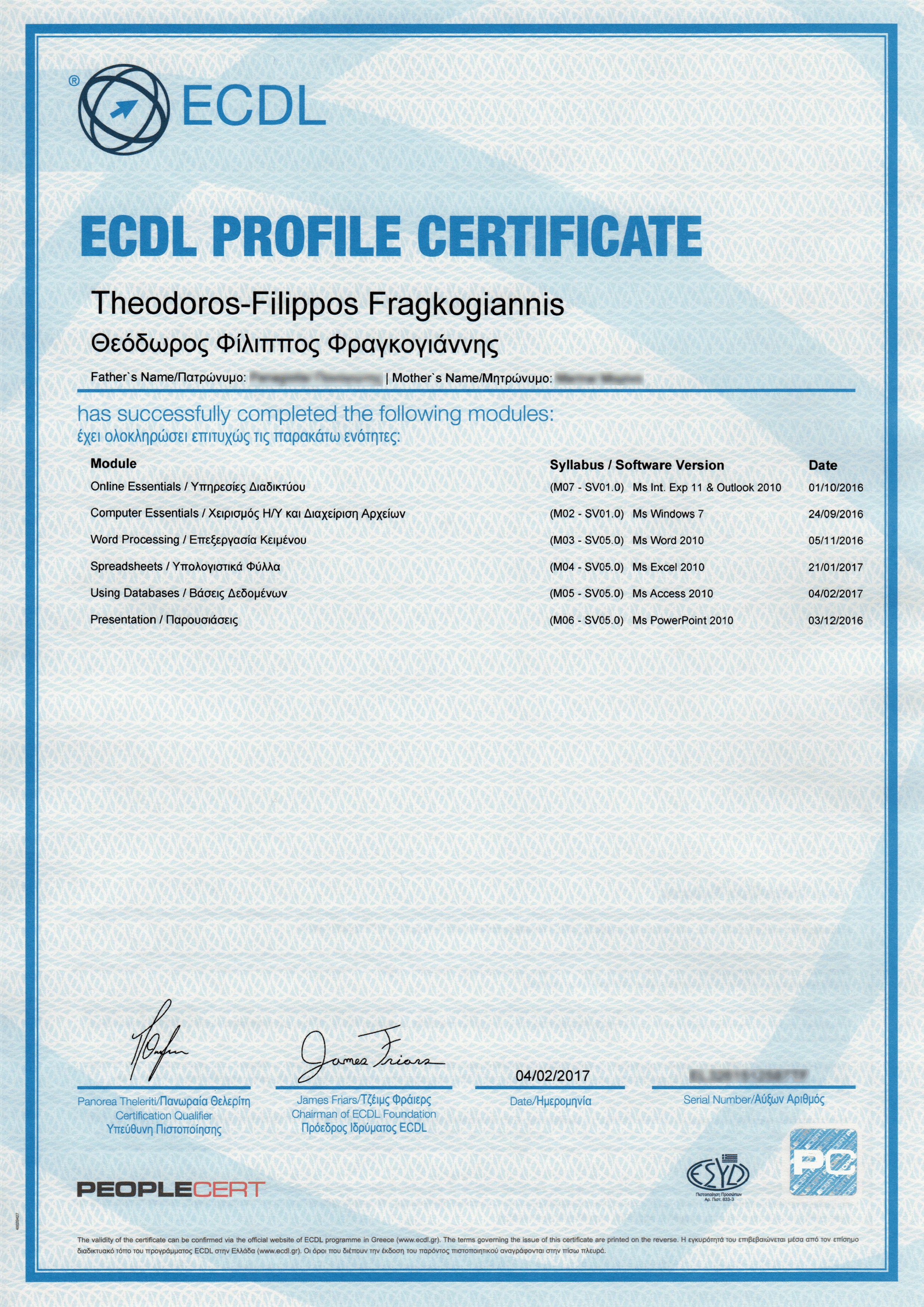
ECDL Profile certifiering utfärdad i Grekland i februari 2017.

Europeiska datakörkortet (European Computer Driving Licence, ECDL) är ett globalt certifieringsprogram för grundkunskaper inom IT-området, inriktat på kunskaper kring persondator och datorprogramvara. Det består av utbildning och examinering. Sedan 1999 heter det ICDL (International Computer Driving Licence). Det organiseras globalt av organisationen ECDL Foundation. Det har funnits sedan 1995 och i Sverige sedan 1996. I Sverige har det även kallats "det svenska datakörkortet".
År 2024 hade 14 miljoner människor i 140 länder tagit del av programmet på något av 41 olika språk vid något av 24 000 olika testcenter. Enligt Dataföreningen i Sverige var det omkring 300 000 personer som hade tagit datakörkort i Sverige år 2015. I Sverige infördes datakörkortet i samband med hemdatorreformen, som gjorde det möjligt för anställda att köpa persondator till lägre pris. Syftet var att så många som möjligt skulle lära sig att använda dator. I början av 2000-talet minskade intresset för datakörkort i Sverige. ECDL har kritiserats för att det i stora drag bara behandlar specifika versioner av Microsofts produkter.